# (6128) Lasorda
(6128) Lasorda es un asteroide perteneciente al cinturón de asteroides, región del sistema solar que se encuentra entre las órbitas de Marte y Júpiter, descubierto el 3 de junio de 1989 por Eleanor F. Helin desde el Observatorio del Monte Palomar, Estados Unidos.

## Designación y nombre
Designado provisionalmente como 1989 LA. Fue nombrado Lasorda en homenaje a los logros del miembro del Salón de la Fama del béisbol Tommy Lasorda, que incluyen llevar a los Dodgers de Los Ángeles a dos campeonatos de la Serie Mundial, cuatro banderines de la Liga Nacional y ocho títulos de división. También entrenó al equipo olímpico de béisbol de EE. UU. para obtener la codiciada Medalla de Oro en la Olimpiada de 2000 en Sídney.

## Características orbitales
Lasorda está situado a una distancia media del Sol de 2,646 ua, pudiendo alejarse hasta 3,144 ua y acercarse hasta 2,149 ua. Su excentricidad es 0,187 y la inclinación orbital 4,187 grados. Emplea 1572,84 días en completar una órbita alrededor del Sol.

## Características físicas
La magnitud absoluta de Lasorda es 13. Tiene 11,291 km de diámetro y su albedo se estima en 0,079. 